# 2月12日 (旧暦)
旧暦2月12日（きゅうれきにがつじゅうににち）は、旧暦2月の12日目である。六曜は先勝である。

## できごと
- 天平元年（ユリウス暦729年3月16日） -　長屋王の変 ：長屋王が謀叛の疑いをかけられ、邸宅を包囲されて自害する。
- 弘仁3年（ユリウス暦812年3月28日） -　桜の花見の宴が日本で初めて公式行事「花宴之節」として催される。

：「812年」にて詳述。
- 慶長8年（グレゴリオ暦1603年3月24日） -　徳川家康が征夷大将軍に就任し、江戸幕府を開く。
- 明治元年（グレゴリオ暦1868年3月5日） -　徳川慶喜が幕府追討軍に恭順の意を示し、江戸城を出て上野寛永寺に移り、謹慎する。
- 明治2年（グレゴリオ暦1869年3月24日） -　日本で、大阪造幣局への業務移管に伴い、江戸幕府の貨幣鋳造所であった金座・銀座が廃止される。

## 誕生日
- 寛喜3年（ユリウス暦1231年3月17日） - 四条天皇、第87代天皇（- 1242年）
- 至徳3年/元中3年（ユリウス暦1386年3月12日） - 足利義持、室町幕府第4代将軍（- 1428年）
- 文政6年（グレゴリオ暦1823年3月24日） - 下岡蓮杖、写真家・画家 （- 1914年）
- 天保8年（グレゴリオ暦1837年3月18日） - 谷干城、軍人・政治家（+ 1911年）

## 忌日
- 天平元年（ユリウス暦729年3月16日） - 長屋王、皇族（684年か -）
- 正暦2年（ユリウス暦991年3月1日） - 円融天皇、第64代天皇（959年 -）